# 英國新聞集團
新聞集團英國和愛爾蘭公司（News Corp UK & Ireland Limited，多簡稱News UK）是美國媒體集團新聞集團在英國的全資子公司，也是泰晤士報、星期日泰晤士報、太陽報等報紙的出版公司。

## 历史
1981年在英国成立，在2002年6月之前，該公司名為新聞國際公司（News International plc）。2011年5月31日，公司名稱改為NI集團有限公司（NI Group Limited），2013年6月26日改為現名。新聞集團英國公司的主要競爭對手是DMG媒體。

## 外部連結
- The Times Archive-It的存檔，存档日期2017-04-02
- The Sun （页面存档备份，存于）
- News Commercial （页面存档备份，存于）
- News Syndication （页面存档备份，存于）